# John Duncan (explorador)
John Duncan (Culdoach, Kirkcudbright, 1805 – Golfo de Benín,  3 de noviembre de 1849) fue un explorador escocés.

## Biografía
Fue hijo de un granjero y a los diecisiete años, en 1822, ingresó en el ejército. Aprendió a dibujar y dejó el ejército en 1939.
En 1841, participó en una expedición al río Níger, resultando herido por una flecha envenenada en un encuentro con nativos de las islas de Cabo Verde. Duncan ocupó una posición destacada en la negociación de los tratados celebrados con los jefes nativos. Al llegar a Fernando Poo, sufrió grandes fiebres, cuyos efectos se vieron agravados por su herida anterior. Regresó a Inglaterra en muy mal estado. 
Tan pronto como su salud mejoró, Duncan propuso penetrar desde la costa occidental africana hasta las montañas de Kong, y recorrer las regiones situadas entre la Laguna de Lagos y el Níger. 
Sus planes fueron aprobados por la Royal Geographical Society y llegó a Cape Coast, en la costa de Ghana, en julio de 1844. Después de un ataque de fiebre, comenzó su viaje desde la costa hasta el reino de Ouidah, y luego atravesó el país de Dahomey hasta Abomey. Se le negó el paso a través del país asante, pero fue recibido favorablemente por el rey de Dahomey. Otro ataque de fiebre fue seguido por la reaparición de la vieja herida, y Duncan hizo preparativos para amputar su propia pierna, pero logró regresar a Cape Coast.
A principios de 1846, planeó un viaje a Tombuctú. Sus amigos en Inglaterra le estaban enviando fondos para ayudarlo cuando su salud le obligó a regresar de nuevo a Inglaterra, en febrero de 1846. 
En 1849, Duncan propuso continuar sus exploraciones y el gobierno le nombró vicecónsul en Ouidah. Llegó al golfo de Benín, pero murió en noviembre de 1849. 

## Obras
En 1847, publicó Travels in Western Africa in 1845 and 1846, comprising a Journey from Whydah through the Kingdom of Dahomey to Adofidiah in the Interior [Viajes por África Occidental en 1845 y 1846, que comprende un viaje desde Whydah a través del Reino de Dahomey hasta Adofidiah en el interior]. Su libro contiene muchas notas interesantes sobre supersticiones africanas. 